# General-maior

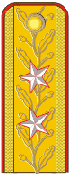
Însemnul de general-maior în Armata Română.

Generalul-maior este un grad de ofițer superior generalului de brigadă și inferior generalului-locotenent. 
Denumirea  provine dintr-un grad mai vechi în anumite țări, și anume cel de sergent major general.
Gradul se individualizează prin aplicarea a două stele pe epoleții uniformei militare. Este echivalent gradului de general de divizie din unele țări precum Franța, Spania, Polonia și are codul OF-7 în standardul NATO.
În România, prin Legea nr. 14 din 28 decembrie,1972, privind organizarea apărării naționale a Republicii Socialiste România (articolul 34), publicată în Buletinul Oficial nr. 160/29 din decembrie 1972, al doilea grad din clasa generali și amirali a primit numele de general-locotenent, respectiv de viceamiral pentru marina militară . 
În articolul 62, s-a stabilit pentru acest grad o limită de vârstă până la care cadrele permanente ale forțelor armate pot fi menținute în activitate de 60 ani.
Prin Legea nr. 80 din 11 iulie 1995 privind statutul cadrelor militare Arhivat în 8 iulie 2008, la Wayback Machine., în Forțele armate ale României, gradul de general-locotenent a fost înlocuit cu gradele de:
- general de divizie în Trupele de uscat;
- general de divizie aeriană în Aviația militară;
- viceamiral, în Marina militară.

Limita maximă de vârstă până la care militarii cu acest grad pot fi menținuți în activitate, starea lor de sănătate permițându-le rezolvarea în foarte bune condiții a atribuțiilor ce le revin, a fost ridicată la 62 ani.
Prin OUG nr. 4/26 februarie 2004 pentru modificarea Legii nr. 80/1995 privind statutul cadrelor militare, în scopul realizării compatibilității cu structurile militare similare aparținând statelor membre NATO , aceste grade au fost denumite general-maior - cu două stele în forțele terestre și cele aeriene, respectiv contraamiral - cu două stele în marină.